# Lactuca canadensis
A Lactuca canadensis, conhecida popularmente como almeirão-de-árvore, almeirão-roxo, orelha-de-coelho ou radite-cote, é uma planta alimentícia não convencional (PANC) da família das Asteráceas. É nativa da América do Norte, porém se adapta facilmente a lugares com bastante sol, e com as navegações e maior integração do continente americano se espalhou por toda a América. É uma herbácea anual, de caule ramificado e folhoso, e pode atingir até 2 metros de altura.
O almeirão-de-árvore é bastante utilizado na culinária e também tem uso medicinal na cultura popular, apesar de não haver muitos estudos que demonstrem suas propriedades farmacológicas. É uma planta alimentícia não convencional que pode ser utilizada em diversos pratos, como a salada crua de almeirão-roxo, almeirão-roxo refogado, almeirão-roxo refogado com linguiça e farofa de almeirão-roxo.
Seu plantio e cultivo são simples, necessitando apenas de locais ensolarados, e se adapta facilmente a diferentes tipos de solos, desde que bem drenados. Sua propagação ocorre através de sementes. As folhas de almeirão-de-árvore são ricas em potássio e cálcio, e possuem teor significativo de vitamina C. Estudos recentes mostram que o almeirão-roxo apresenta grandes quantidades de compostos fenólicos e por isso essa hortaliça é considerada um potente antioxidante. As folhas secas dessa planta apresentam bons níveis de proteínas e fibras, principalmente quando comparadas às outras hortaliças.